# Johannes der Täufer (Kleinbüllesheim)

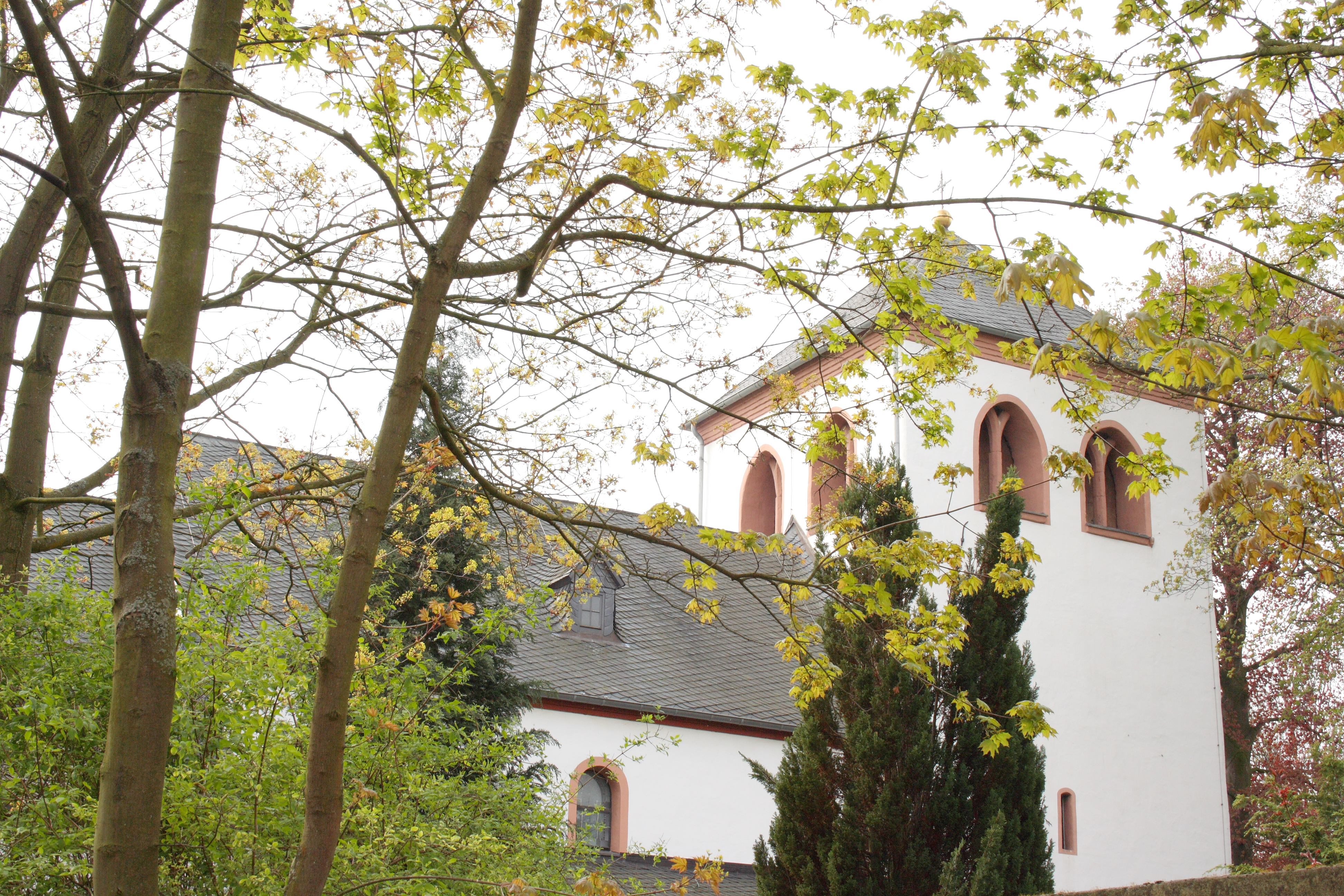
Kirche Johannes der Täufer in Kleinbüllesheim

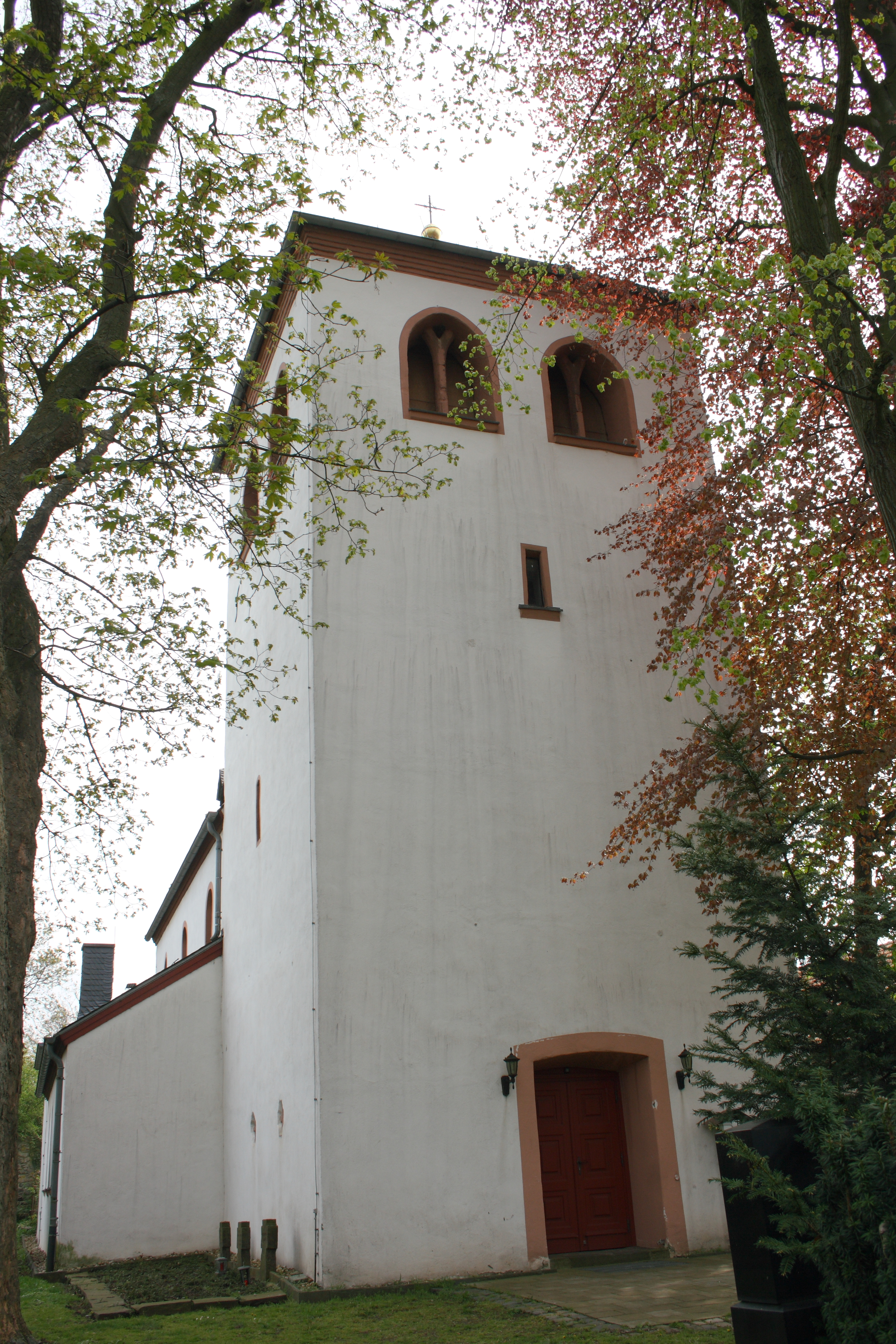
Turm und Eingang

Die ehemalige katholische Pfarrkirche St. Peter und Paul, heute die Griechisch-orthodoxe Kirche Johannes der Täufer, in Kleinbüllesheim, einem Stadtteil von Euskirchen im Kreis Euskirchen (Nordrhein-Westfalen), wurde ab dem 10. Jahrhundert errichtet. Die Johannes dem Täufer geweihte Kirche ist ein geschütztes Baudenkmal.

## Geschichte
Vermutlich entstand die Kirche in Zusammenhang mit der Großen Burg, die nach dem Jahr 1000 nachzuweisen ist. Im Liber valoris wird die Kirche nach 1300 erstmals erwähnt. Um 1880 kamen zwei neoromanische Seitenschiffe mit Tonnengewölben und jeweils vier Fenstern hinzu.
Als die Kirche zu Beginn des 20. Jahrhunderts baufällig wurde, entschloss man sich eine neue Kirche zu bauen. Die neue Kirche St. Peter und Paul wurde am 21. August 1907 geweiht und die wichtigsten Ausstattungsstücke wurden von der alten Kirche in die neue übertragen. Das alte Kirchengebäude wurde nach 1907 nicht mehr genutzt. Da die benachbarten Burgherren von Bourscheidt das Grundstück für die neue Kirche gestiftet hatten, erhielten sie im Gegenzug das alte Kirchengebäude. Die durch Schäden im Zweiten Weltkrieg und Plünderungen nahezu verwüstete Kirche wurde 1954 mit Unterstützung des Erzbistums Köln von der Pfarrgemeinde zurückerworben. Nach langjährigen Wiederherstellungsarbeiten wurde die Kirche der griechisch-orthodoxen Gemeinde überlassen, die seit 1993 ihre Gottesdienste in der Kirche feiert.

## Architektur
Der dreischiffige verputzte Bruchsteinbau ist 17,70 m lang und 10,40 m breit. Der polygonale Chor und der vorgesetzte Westturm haben die Breite des Mittelschiffs. Zwischen dem nördlichen Seitenschiff und dem Chor ist eine Sakristei angefügt. An der Ostseite befindet sich ein gotisches Spitzbogenfenster und in den südlichen und nördlichen Seitenschiffen befinden sich vier Rundbogenfenster, darüber sind jeweils drei Obergadenfenster. Das Mittelschiff ist mit einem Satteldach und die Seitenschiffe sind mit Pultdächern gedeckt.
Der nahezu quadratische Turm hat neben kleineren Fenstern im dritten Obergeschoss, wo sich die Glockenstube befindet, an jeder Seite zwei spitzbogige Klangarkaden. An der Nordmauer des Turms befinden sich in Erdgeschosshöhe zwei gotische Kreuze und im zweiten Obergeschoss in Höhe des Gesimses des rechten Schallfensters ein Steinkopf. An der Südmauer des Turms sind in Höhe des zweiten Obergeschosses ein Rundbogen und der Ansatz eines zweiten zu sehen. Der Zugang zur Kirche befindet sich an der Westseite des Turms.
Durch die von einem Kreuzgratgewölbe überspannte Turmhalle gelangt man durch einen Rundbogen in das flachgedeckte dreijochige Mittelschiff. Die flachgedeckten Seitenschiffe sind vom Hauptschiff durch je drei Rundbogenarkaden abgetrennt. Ein Triumphbogen verbindet das Hauptschiff mit dem Chor, der durch ein großes Rundbogenfenster in der Südwand Licht erhält.

## Ausstattung
Die heutige Ausstattung entspricht dem Ritus der griechisch-orthodoxen Gemeinde. Im Triumphbogen befindet sich eine Ikonostase, die sieben Heilige darstellt, unter anderem die Märtyrer Chrysanthus und Daria. Eine reich verzierte Tumba, die die orthodoxe Gemeinde am Karfreitag um die Kirche trägt, gedenkt der Grablegung Christi.
In der Kirche sind noch einige Epitaphe der Herren von Bourscheidt aus dem 17. und 18. Jahrhundert erhalten.